# Frenchtown (Nova Jersey)
Frenchtown és una població dels Estats Units a l'estat de Nova Jersey, a la riba del riu Delaware. Segons el cens del 2008 tenia 1.454 habitants.

## Demografia
Segons el cens del 2000, Frenchtown tenia 1.488 habitants, 613 habitatges, i 375 famílies. La densitat de població era de 448,8 habitants/km².
Dels 613 habitatges en un 30,7% hi vivien nens de menys de 18 anys, en un 49,9% hi vivien parelles casades, en un 8,5% dones solteres, i en un 38,7% no eren unitats familiars. En el 28,9% dels habitatges hi vivien persones soles el 7,8% de les quals corresponia a persones de 65 anys o més que vivien soles. El nombre mitjà de persones vivint en cada habitatge era de 2,38 i el nombre mitjà de persones que vivien en cada família era de 2,99.
Per edats la població es repartia de la següent manera: un 22,5% tenia menys de 18 anys, un 6,5% entre 18 i 24, un 35,2% entre 25 i 44, un 25,9% de 45 a 60 i un 9,8% 65 anys o més.
L'edat mediana era de 38 anys. Per cada 100 dones de 18 o més anys hi havia 95,4 homes.
La renda mediana per habitatge era de 52.109 $ i la renda mediana per família de 62.132 $. Els homes tenien una renda mediana de 42.321 $ mentre que les dones 30.952 $. La renda per capita de la població era de 27.765 $. Aproximadament el 2,4% de les famílies i el 3,3% de la població estaven per davall del llindar de pobresa.

## Poblacions més properes
El següent diagrama mostra les poblacions més properes.